# Auguste Pelsmaeker
Auguste Pelsmaeker (15. listopadu 1899 – ?) byl belgický fotbalista a reprezentant.
Hrál za belgický klub K. Beerschot AC. Zúčastnil se Letních olympijských her 1920 v Antverpách, kde domácí belgický tým získal ve finále zlaté medaile poté, co reprezentace Československa opustila na protest proti verdiktům rozhodčího ve 40. minutě za stavu 2:0 pro Belgii hřiště a byla diskvalifikována. Neodehrál ale na turnaji ani jeden zápas. Zahrál si až na Letních olympijských hrách 1924 v Paříži proti Švédsku (porážka 1:8).